# Onthophagus mariozuninoi
Onthophagus mariozuninoi är en skalbaggsart som beskrevs av Delgado, Navarrete och Blackaller-bages 1993. Onthophagus mariozuninoi ingår i släktet Onthophagus och familjen bladhorningar. Inga underarter finns listade i Catalogue of Life.